# Euphorbia mundii
Euphorbia mundii är en törelväxtart som beskrevs av Nicholas Edward Brown. Euphorbia mundii ingår i släktet törlar, och familjen törelväxter. Inga underarter finns listade i Catalogue of Life.